# 御所市立葛城小学校
御所市立葛城小学校（ごせしりつ かつらぎしょうがっこう）は、奈良県御所市林にある公立小学校。

## 概要
国定公園に指定された金剛山、葛城山を背に、近年、散策する人が多くなった葛城古道の近くに位置する。学区は、奈良盆地の南西にある御所市の南に位置し、古墳時代に勢力を誇った葛城氏の本拠であった所で、史跡や様々な神話が多く残る地区である。 2005年（平成17年）4月、葛城南小学校が葛城小学校に統合。葛城南小学校の跡地（鴨神）には、御所市防災センターが2014年（平成26年）に完成している。

## 沿革
- 1873年（明治6年）- 葛城南小学校開校
- 1958年（昭和33年）10月 - 御所町、葛村、葛上村、大正村の4町村が合併し、御所市が発足

- 1980年（昭和55年）1月 - 御所市立葛城小学校完成
- 1985年（昭和60年）8月 - 葛城小学校プール完成
- 2005年（平成17年）3月 - 葛城南小学校閉校記念式典
- 2005年（平成17年）4月 - 葛城南小学校が葛城小学校に統合、全校児童数76名[1]。

## 教育目標
笑顔いっぱいあふれる葛城っ子をめざして - 伝え合おう、認め合おう、育ち合おう

## 学校行事
| - 4月 始業式、入学式 - 5月 - 6月 | - 7月 終業式 - 8月 - 9月 始業式、運動会 | - 10月 修学旅行 - 11月 マラソン大会 - 12月 終業式 | - 1月 始業式 - 2月 - 3月 卒業式、修了式 |

## 通学区域
鳥井戸、林、五百家、船路、僧堂、朝妻、伏見、北窪、西北窪、高天、極楽寺、南郷、小殿、持田、栗阪、鴨神下、鴨神上、西佐味、東佐味

## 進学先中学校
卒業生は、基本的に御所市立葛上中学校へ進学する

## 周辺
- 国道24号
- 御所葛城郵便局
- かもきみの湯
- 葛木御歳神社
- 御所市立葛上中学校

## アクセス
- JR和歌山線 吉野口駅または薬水駅から西へ直線距離で2㎞